# Cota (Cundinamarca)

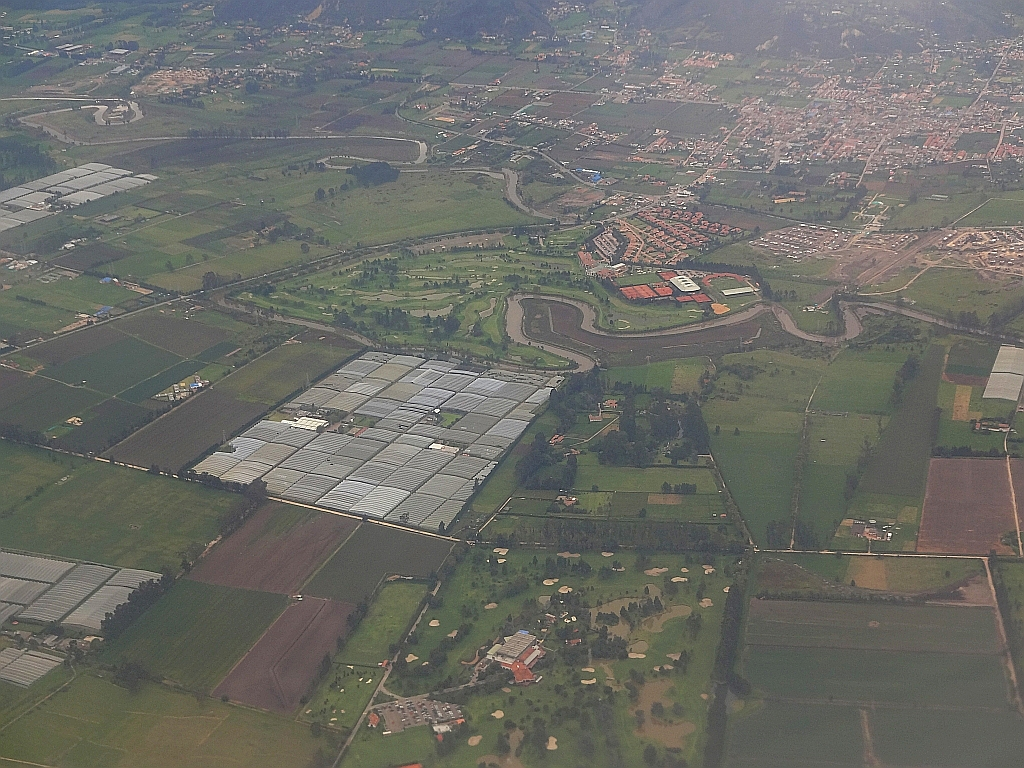
Vista aérea do rio Bogotá separando a Cota de Bogotá.

Localização de Cota em Cundinamarca

Cota (del mʷɨskkuβun "encaracolado") é um dos 116 municípios do departamento colombiano de Cundinamarca. Está localizado na província de Sabana Centro. Sua superficie é de 55 km². Faz parte da Área Metropolitana de Bogotá. Sua sede municipal está a 2.566 m.s.n.m. Em 2018 tinha 32.691 habitantes.
O rio Bogotá corre pelo este do município e o separa do Distrito Capital de Bogotá, específicamente da de Suba e Engativá. Cota está rodeada por várias colinas e, Cerro Majuy, sua maior elevação, é uma terra indígena Muisca.
A região esteve povoada há pelo menos 12 mil anos. No século XVI estava habitada pelos Muiscas e mesmo Cota era uma aldeia muisca. A fundação do povoado espanhol aconteceu en 29 de novembro de 1.604, por ordem do oidor Diego Gómez de Mena. no sito de Chipo, atual fazenda Santa Cruz. Em 17 de março de 1.873 os vereadores decidiram transladar a sede municipal ao sitio Tres Esquinas, para que estivesse perto do Camino da Sal entre Zipaquirá e Girardot.
Atualmente, as principais atividades econômicas em Cota são a agricultura e o agronegócio, caracterizando-se também pela prestação de serviços turísticos e por abrigar diversas escolas particulares.